# Kurt Bärbig

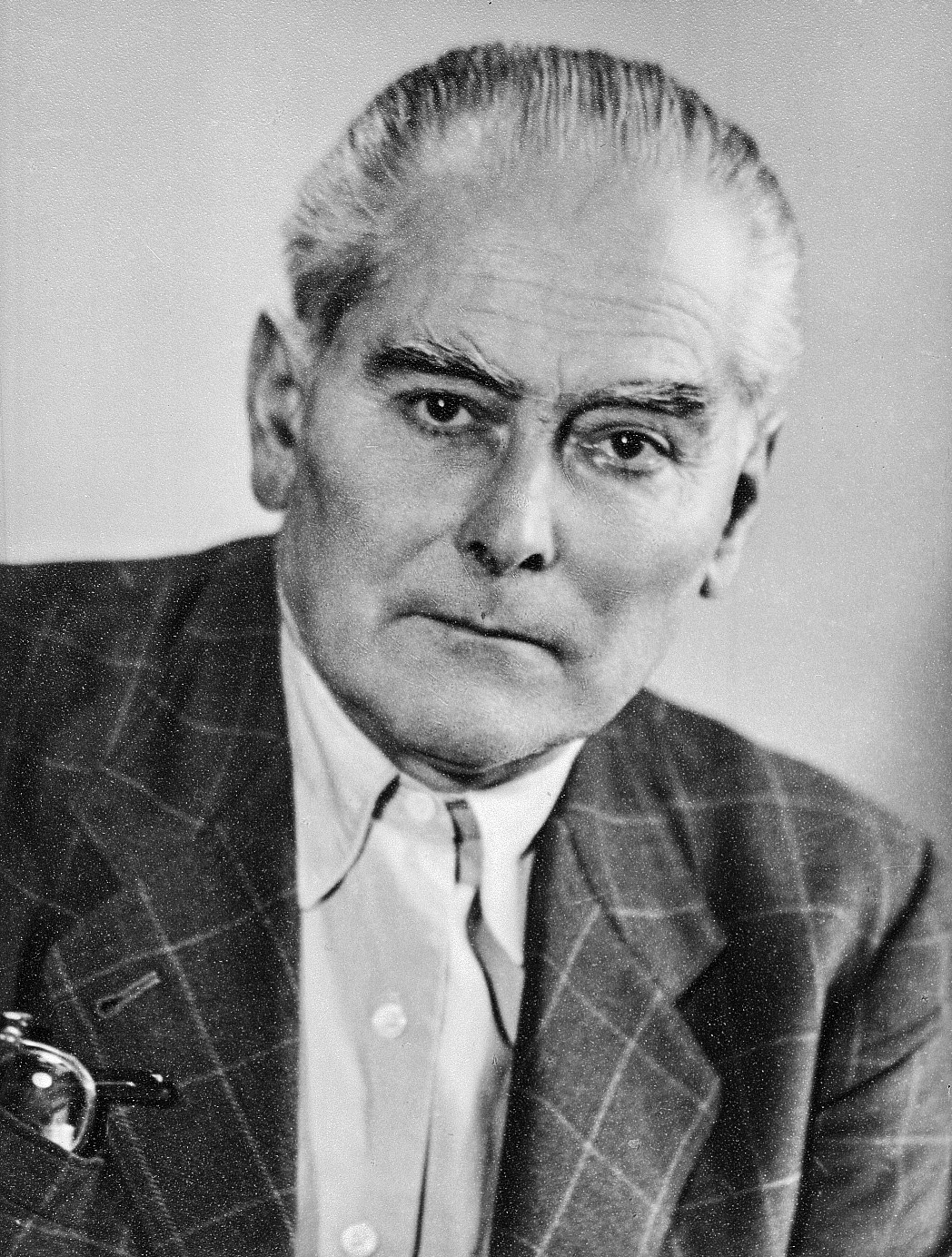
Kurt Bärbig.

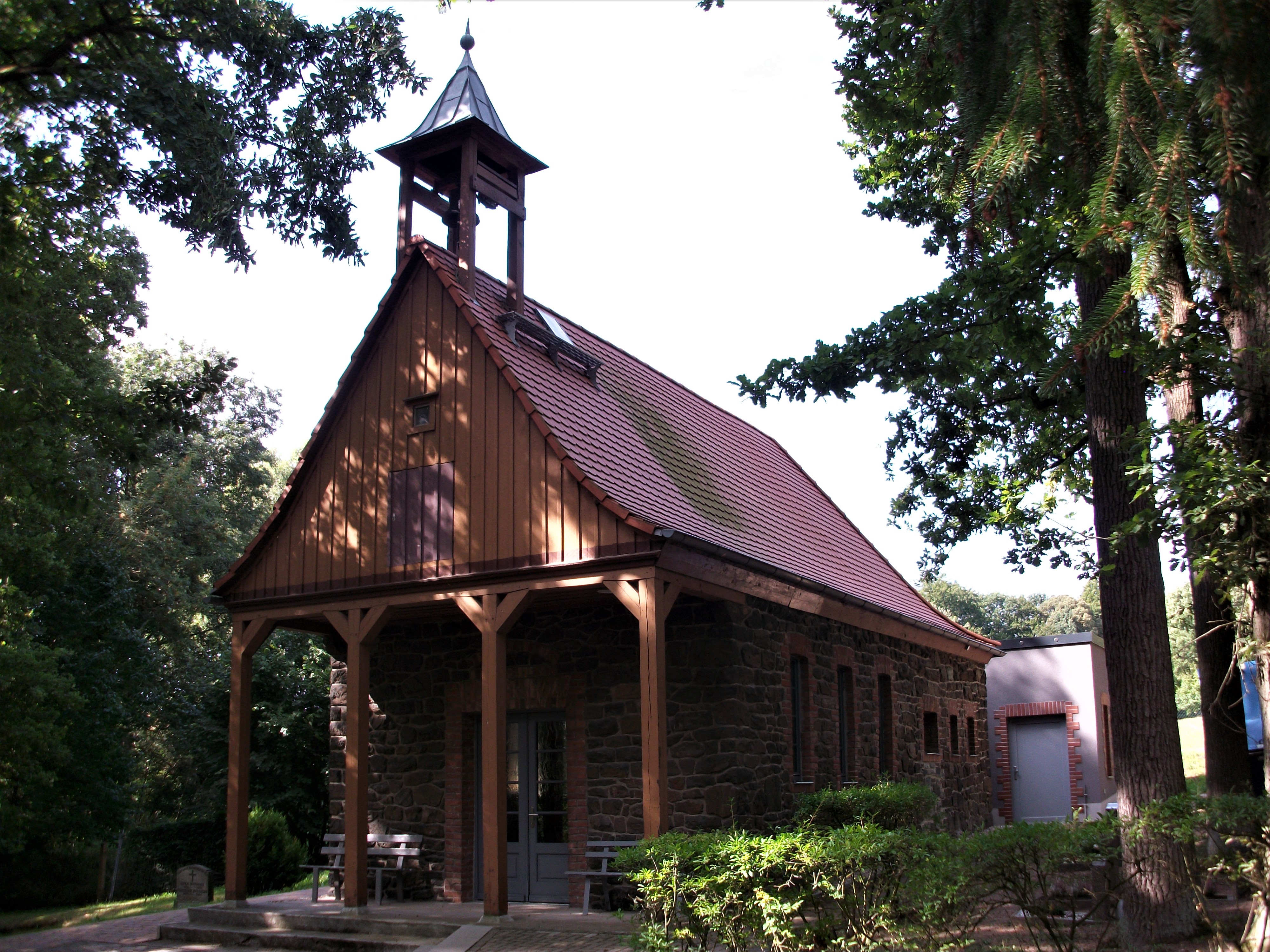
Friedhofskapelle Böhrigen. Erbaut 1923.

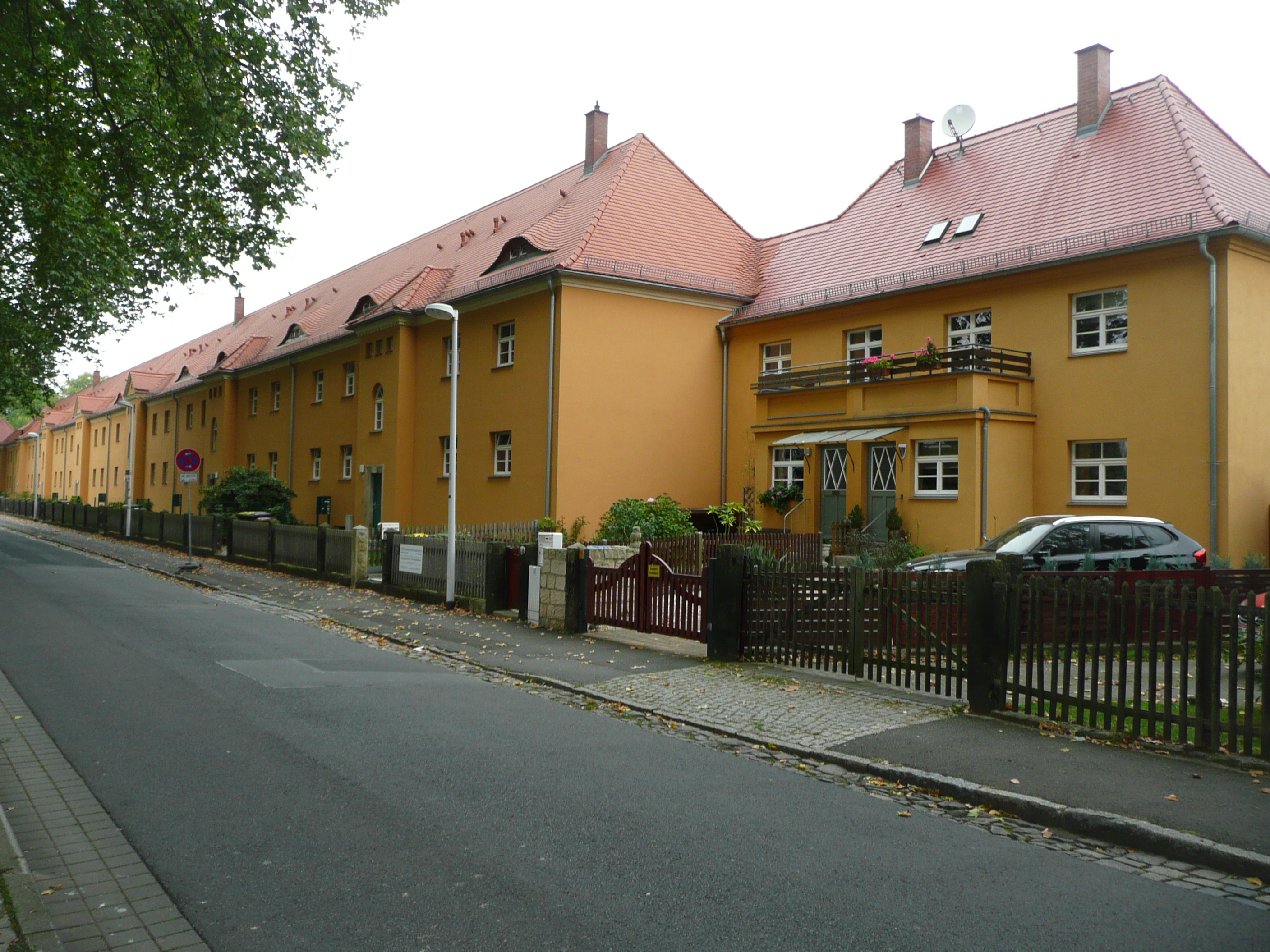
Häuserzeile Dresden-Laubegast Steirische Straße. Erbaut 1924–25.

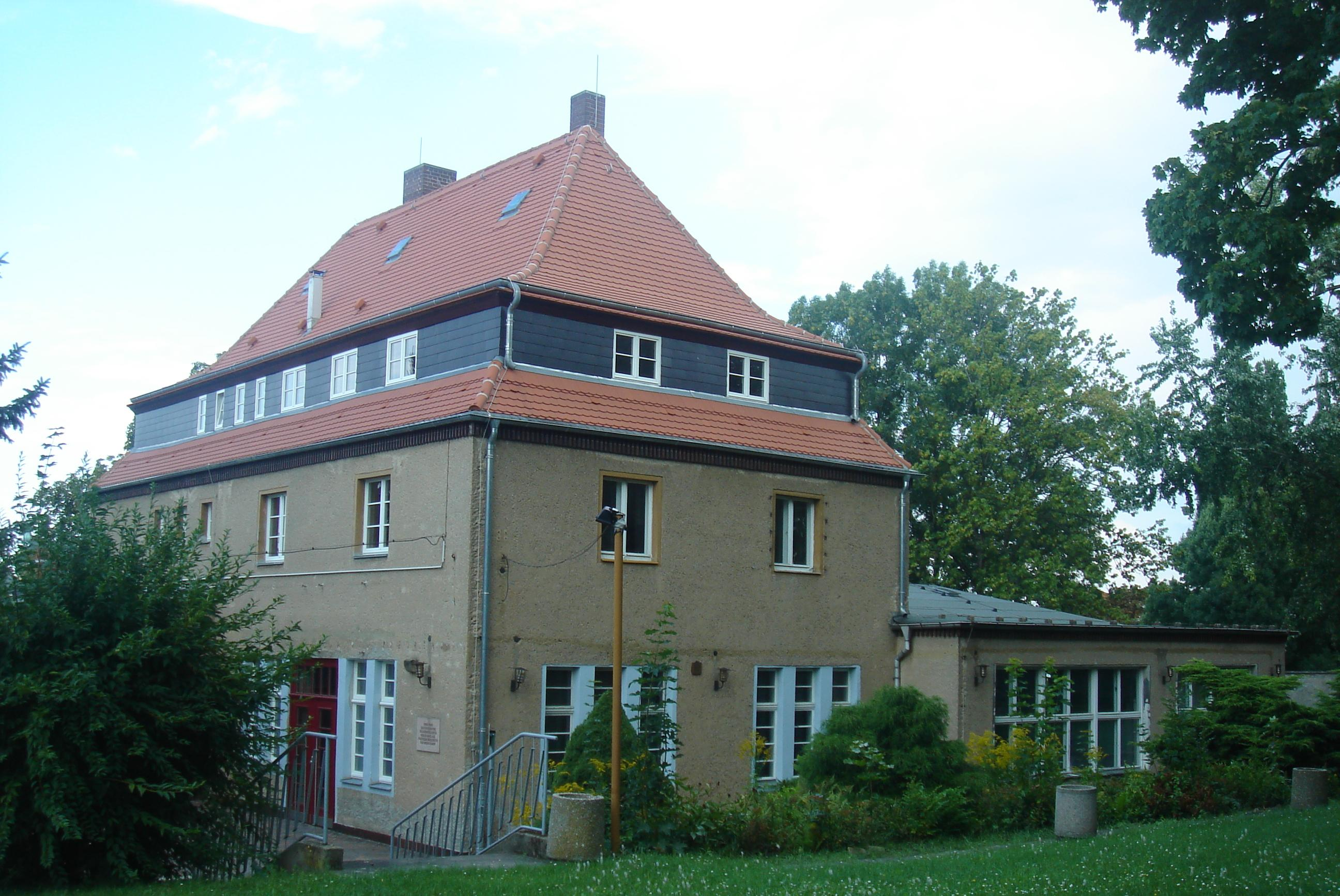
Volkshaus Dresden-Cotta, „Rote Hütte“, Hebbelstraße. Erbaut 1926.

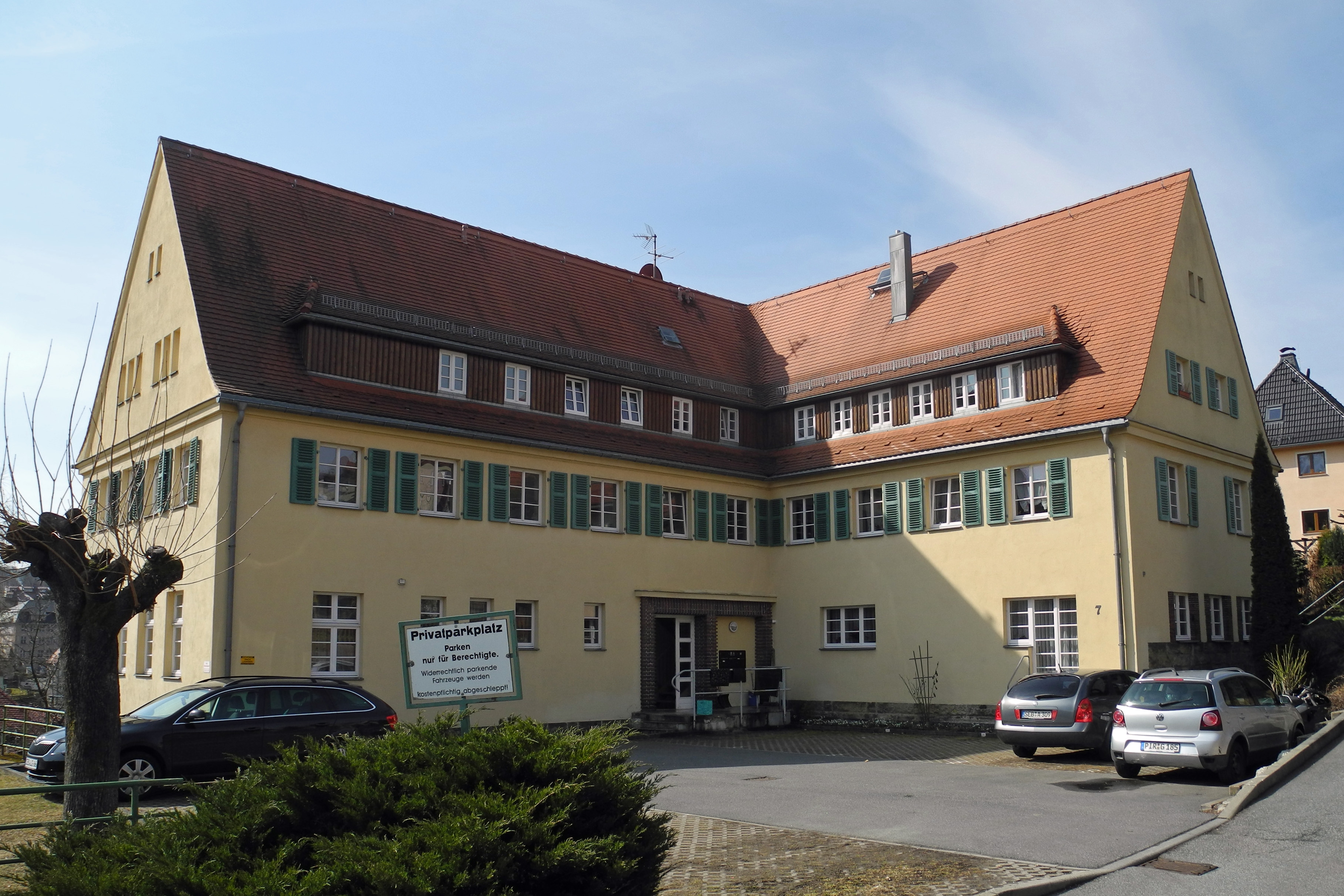
Ortskrankenkasse Sebnitz. Finkenbergstraße. Erbaut 1928.

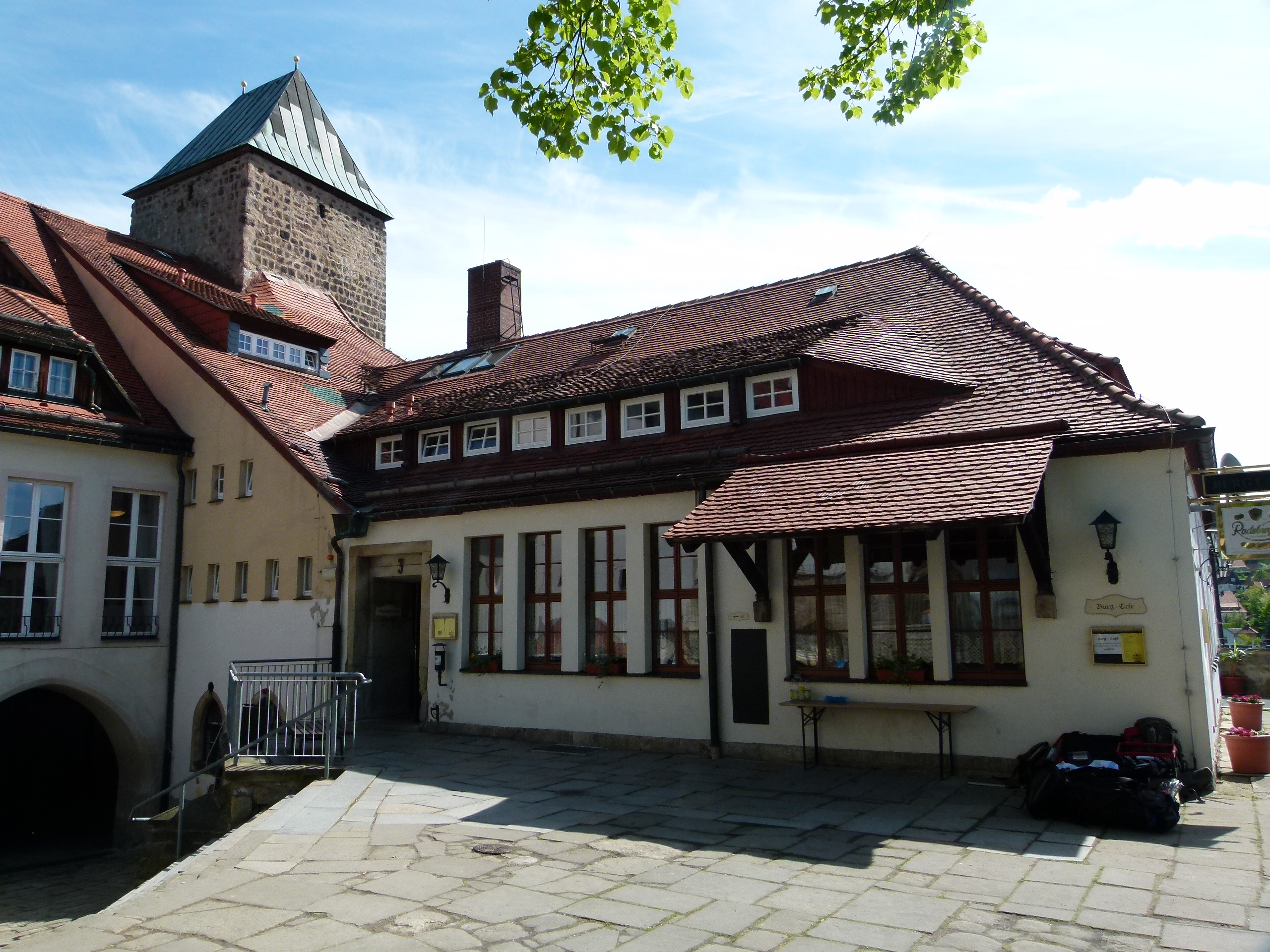
Burg Hohnstein (Sächsische Schweiz). Anbau Zentralküche an Haus 3. Erbaut 1928.

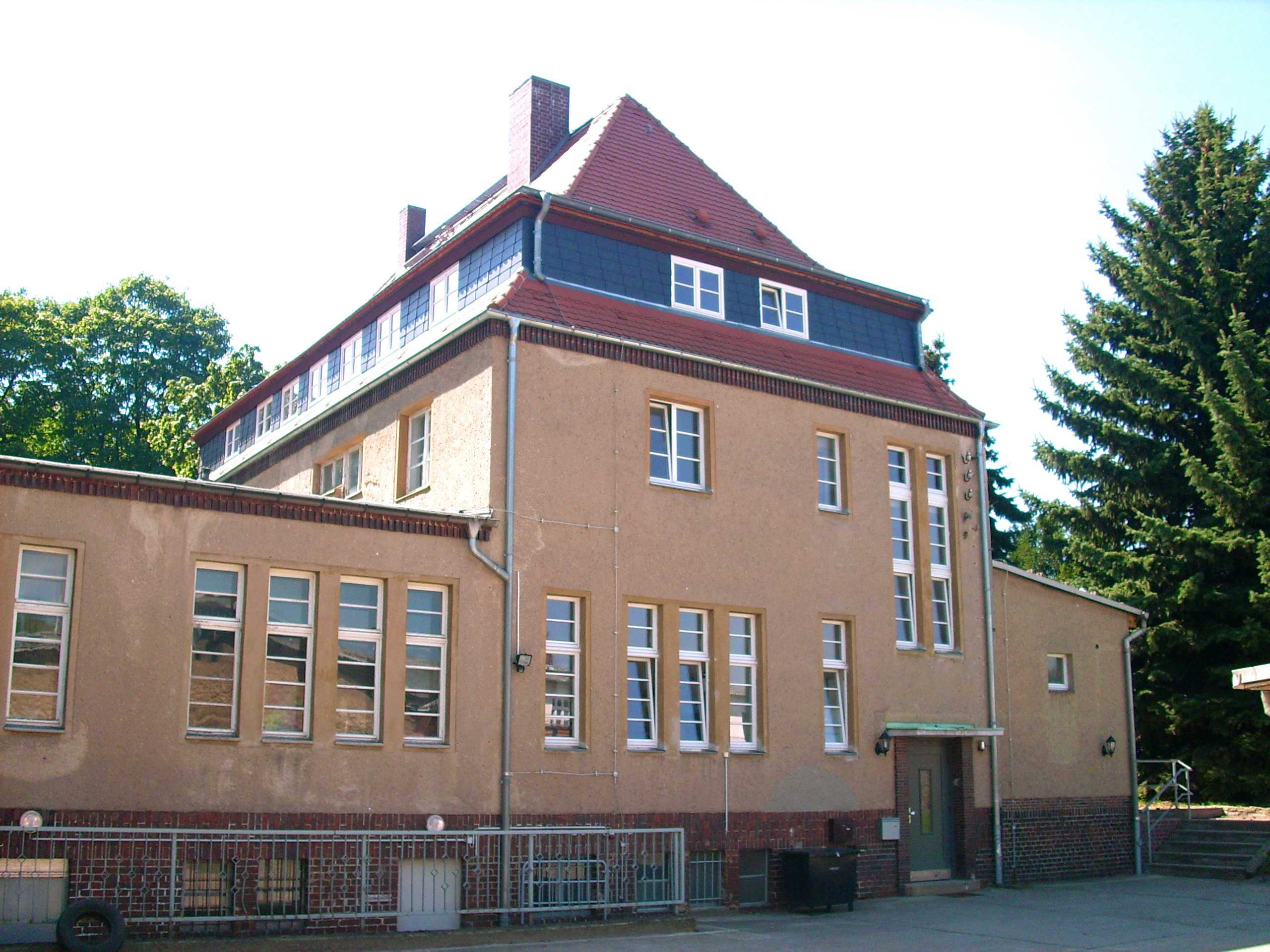
Volkshaus Dresden-Cotta, „Rote Hütte“, Hebbelstraße. Anbau erbaut 1928.

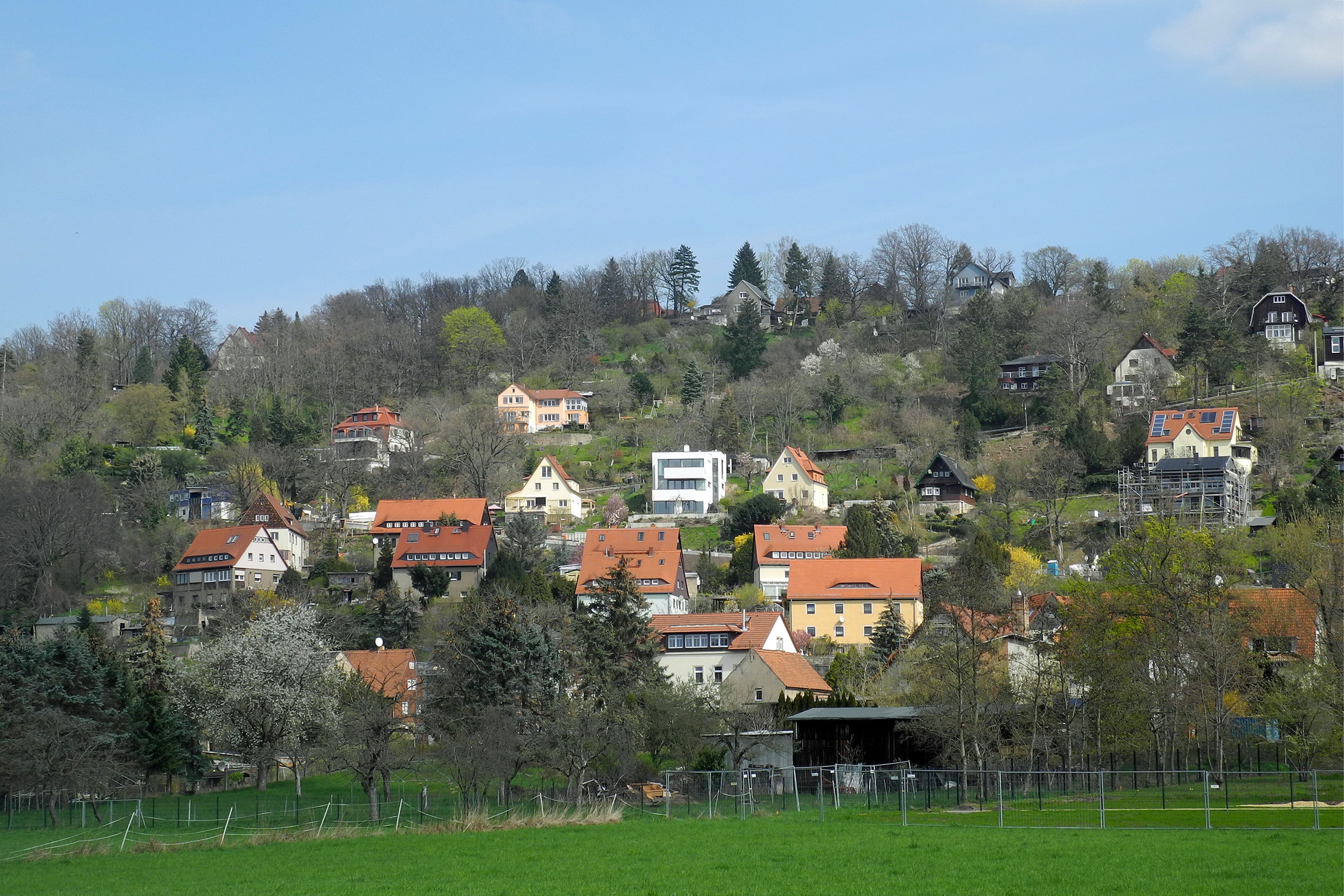
Doppelhäuser der Siedlungsgemeinschaft Niederpoyritz, von 1924 bis 1939 realisiert.

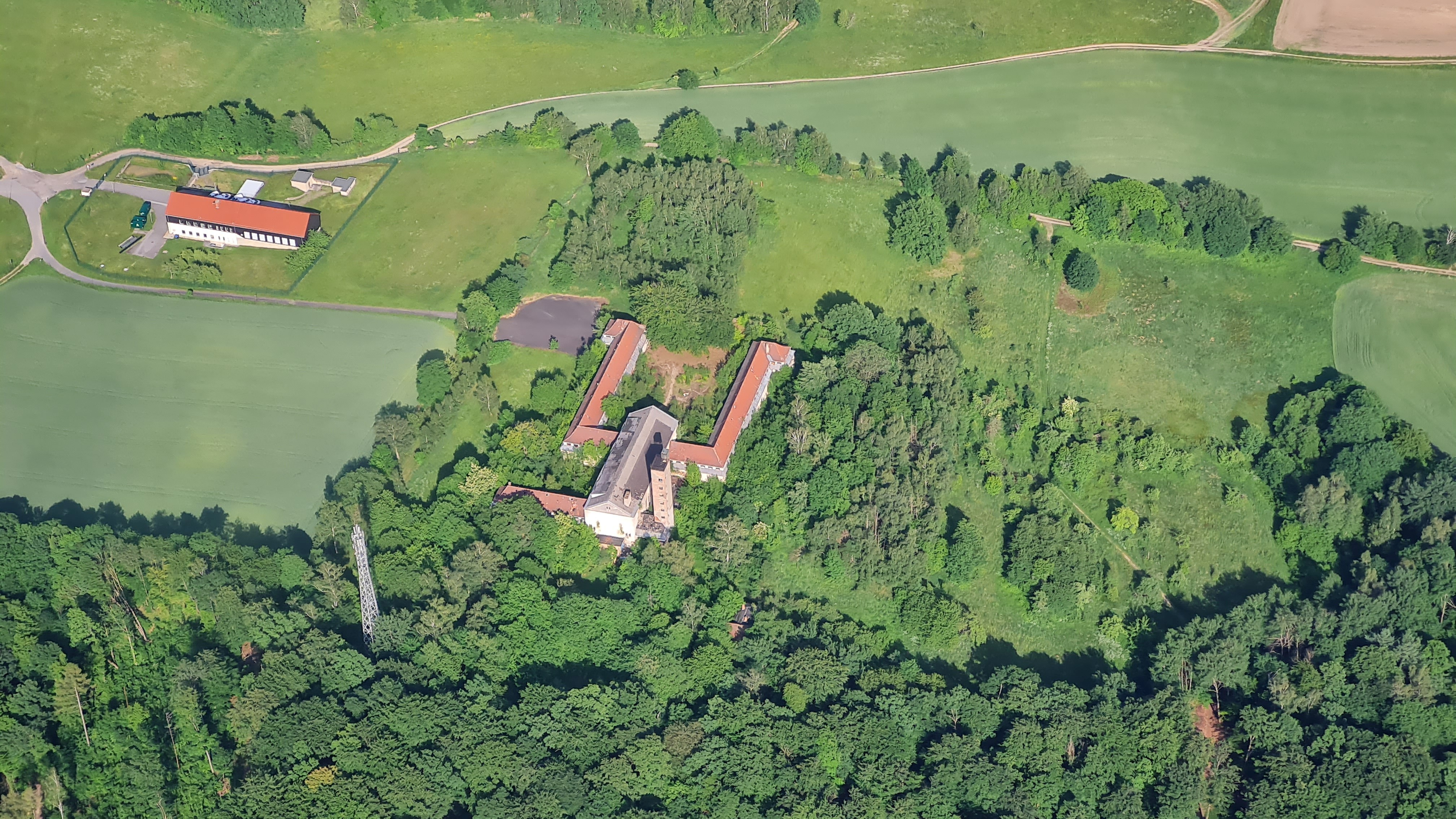
Ehemaliges Jugend-Erholungsheim auf der Endlerkuppe (367 m) bei Ottendorf (Sebnitz), Luftaufnahme 2022. Erbaut 1929.

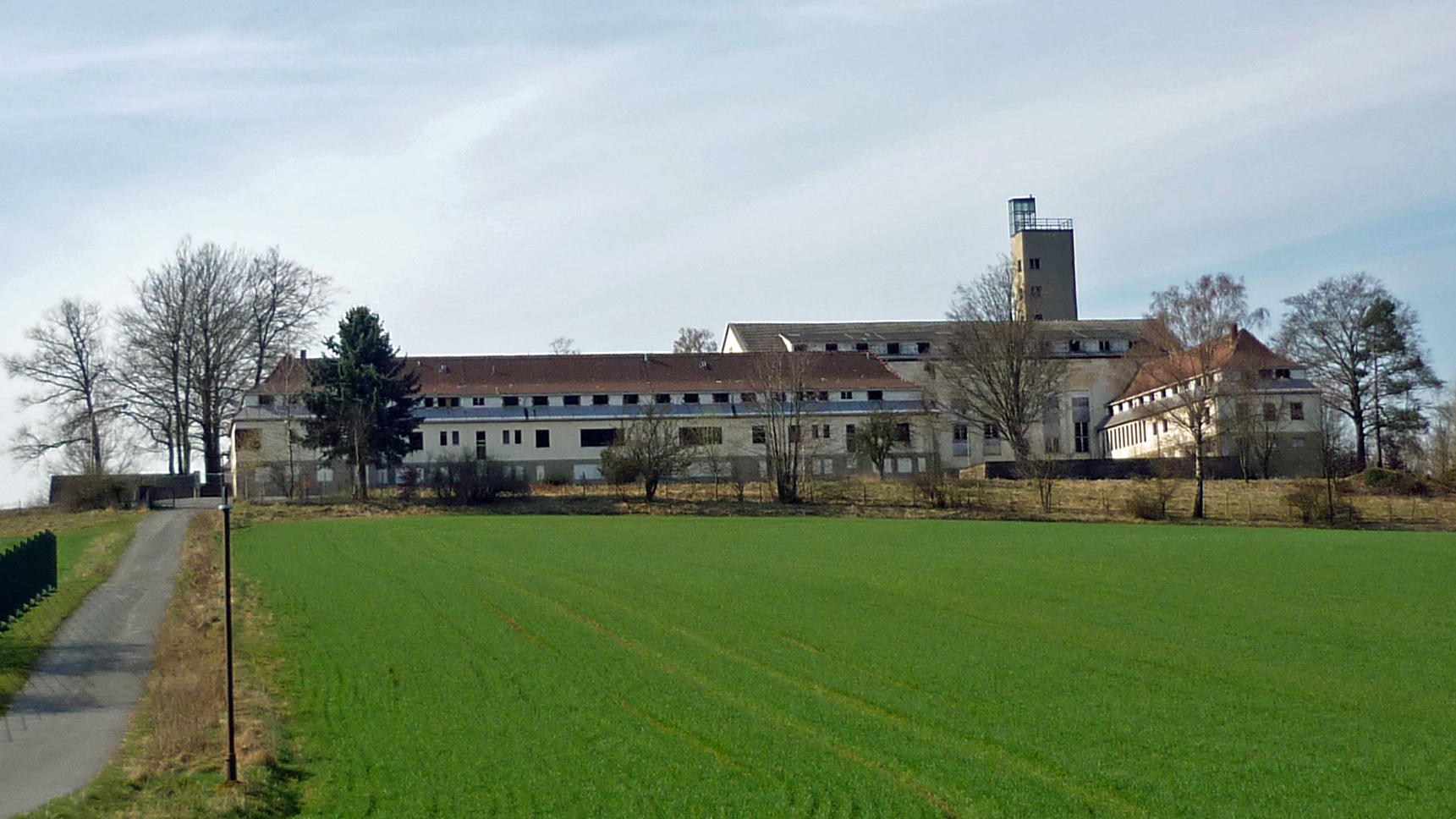
Ehemaliges Jugend-Erholungsheim auf der Endlerkuppe (367 m) bei Ottendorf (Sebnitz). Erbaut 1929.

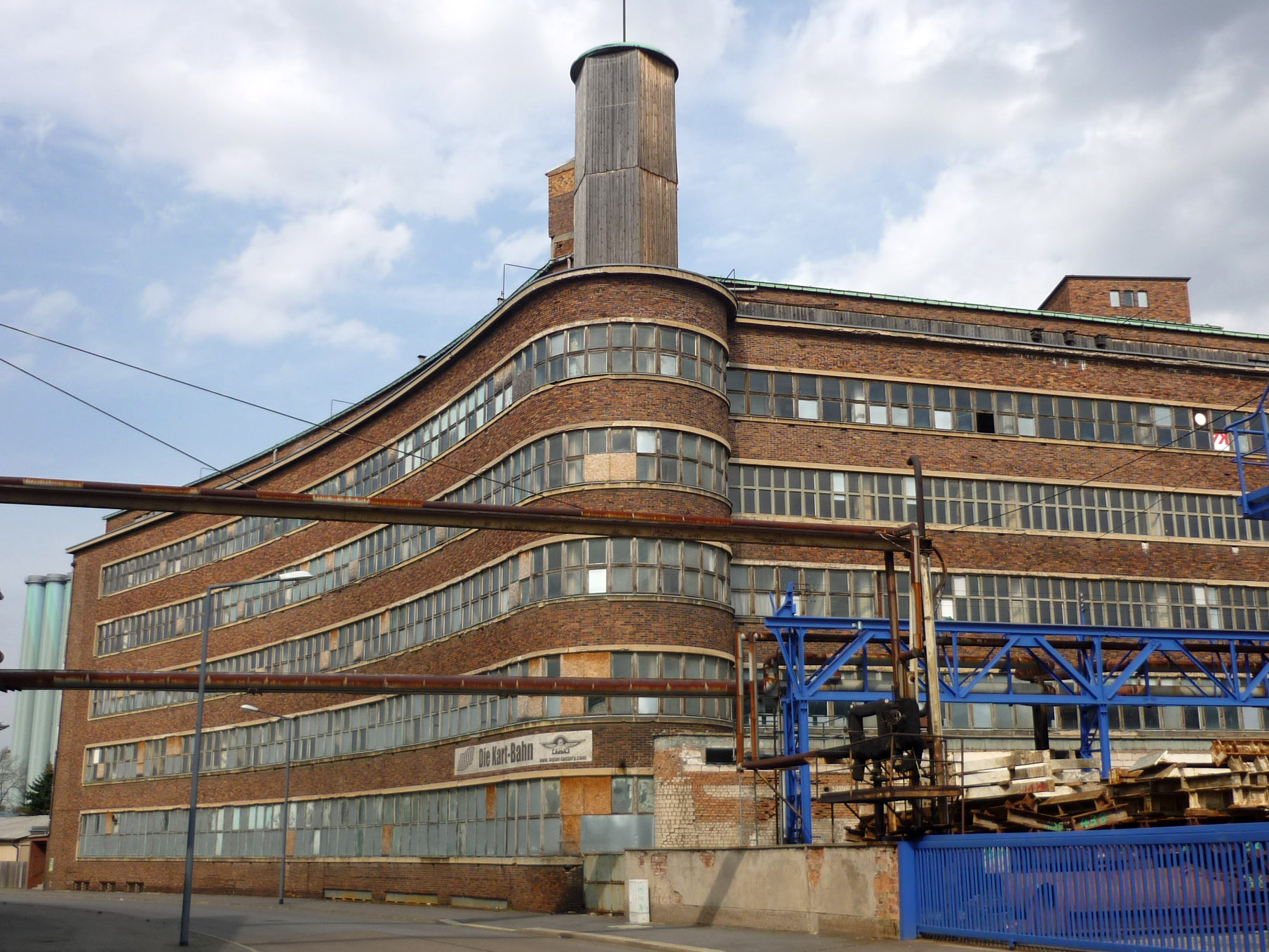
Ehemaliger Fleisch-Verarbeitungsbetrieb der Konsumgenossenschaft „Vorwärts“ in Dresden, Fabrikstraße. Erbaut 1927–30.

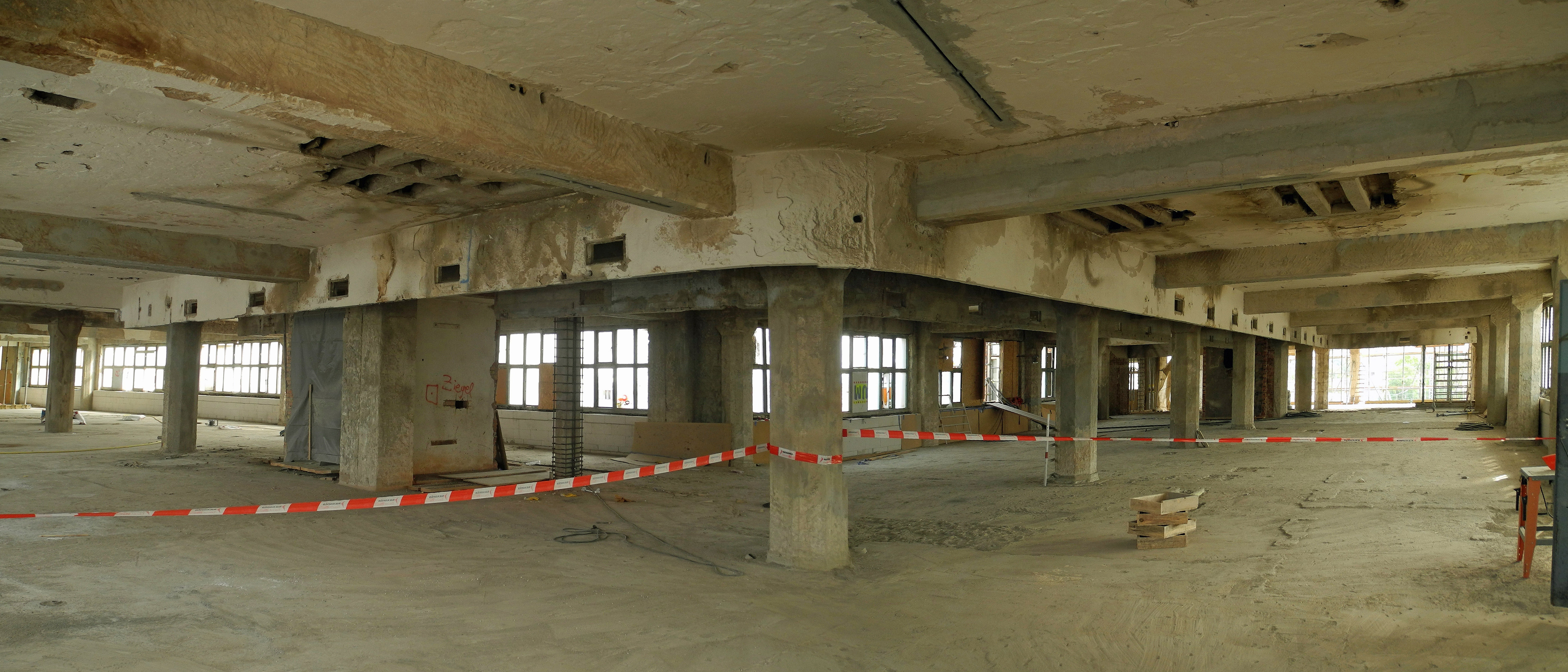
Konsumgenossenschaft „Vorwärts“ in Dresden, Fabrikstraße, Innenraum, Zustand 2019 während Sanierung. Erbaut 1927–30.

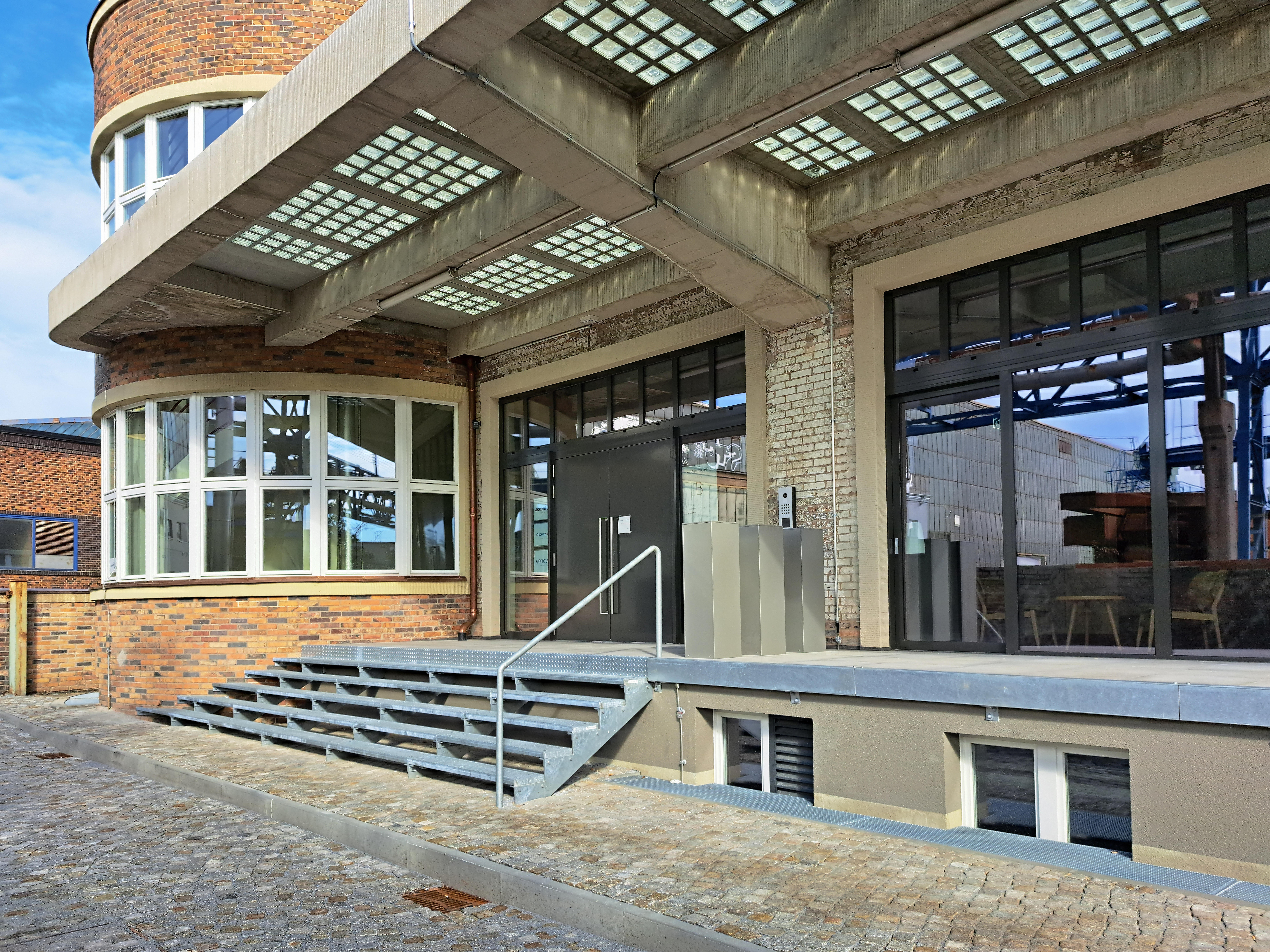
Konsumgenossenschaft „Vorwärts“ in Dresden, Fabrikstraße, Laderampe, Zustand 2022 nach Sanierung. Erbaut 1927–30.

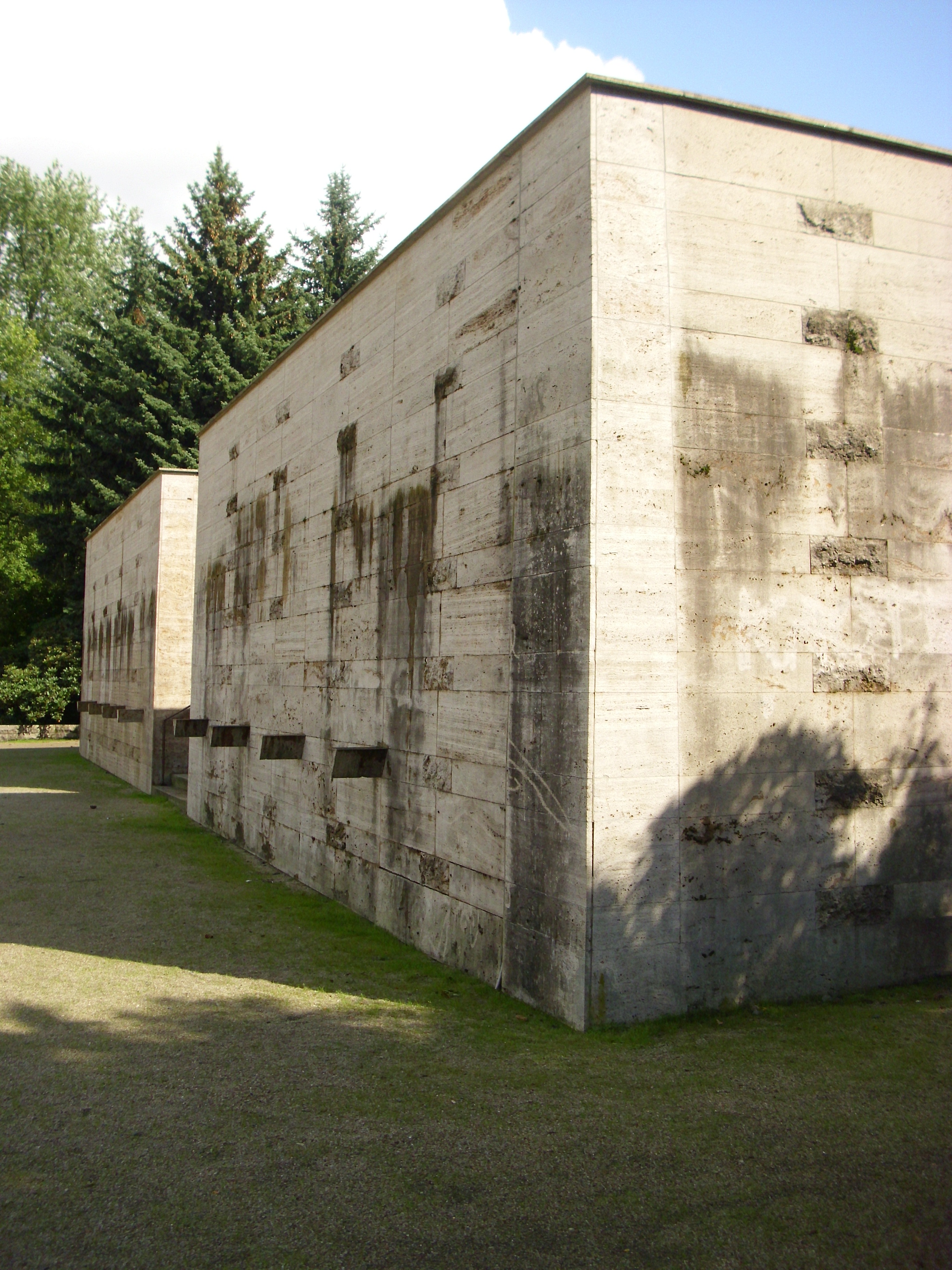
Gedenkstätte für die Opfer des Nationalsozialismus am Schwanenteich in Zwickau. Erbaut 1948.

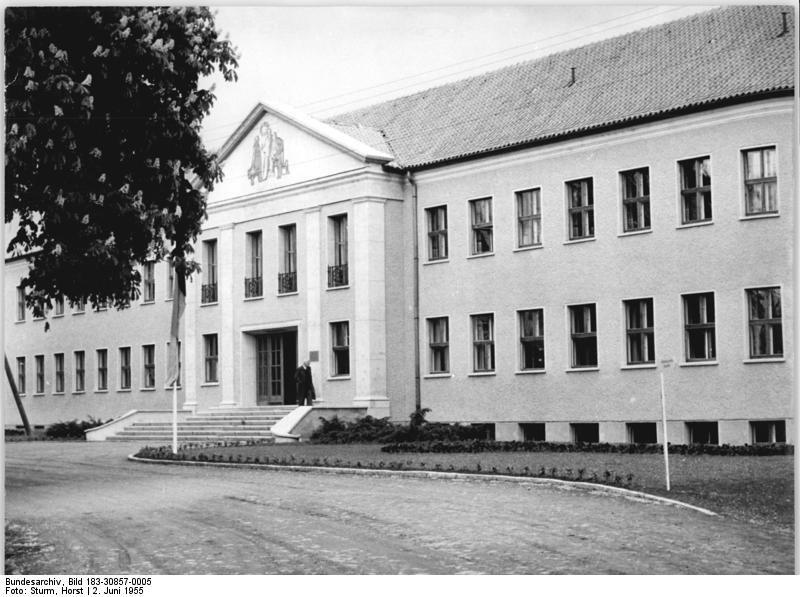
Hauptgebäude des Instituts für Landtechnik in Potsdam-Bornim. Erbaut 1955.

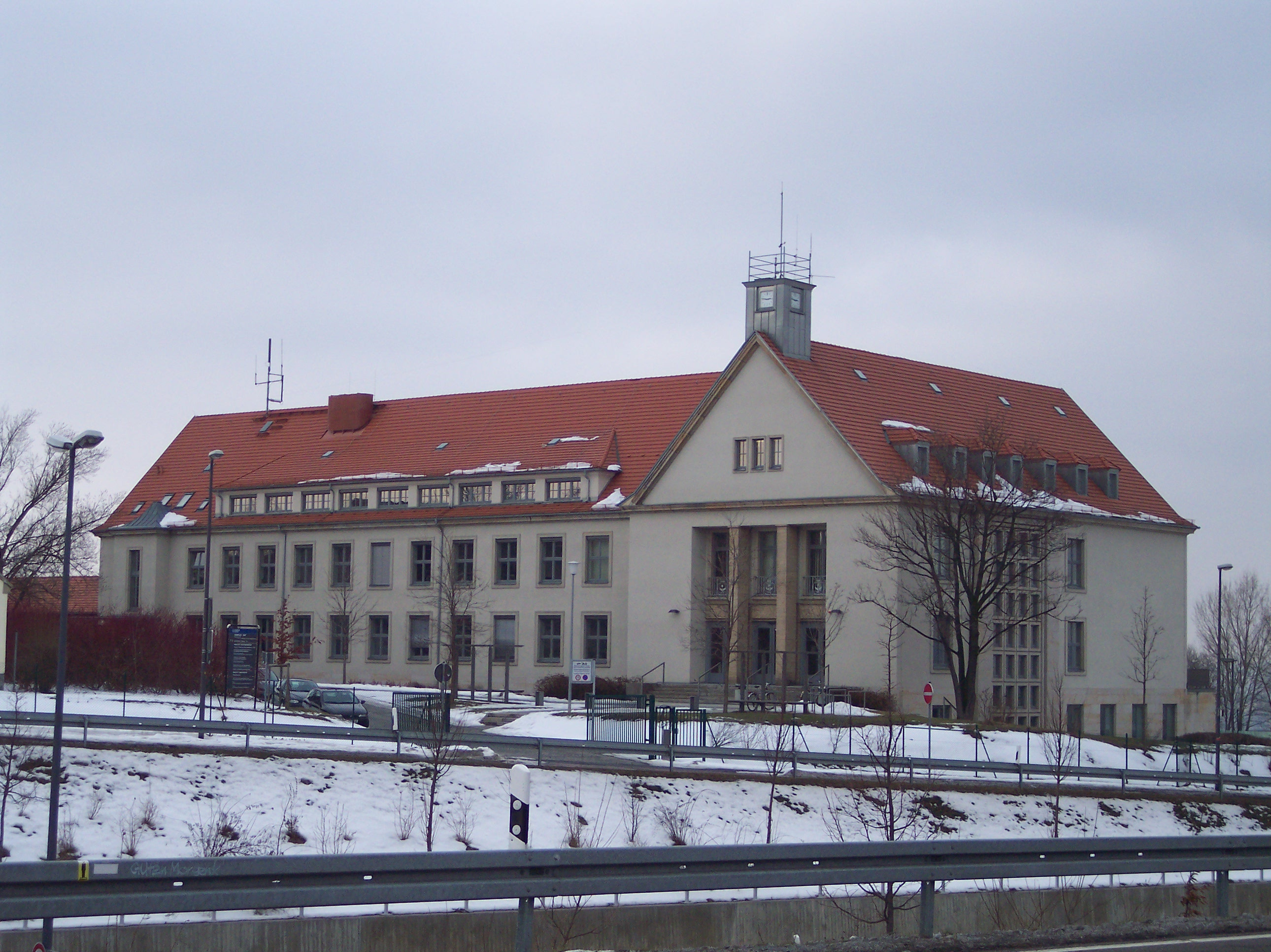
Zentrum für Integrierte Naturstofftechnik der TU Dresden. Ehemaliges Versuchsgut Institut Landtechnik TH Dresden. Erbaut 1956–59.

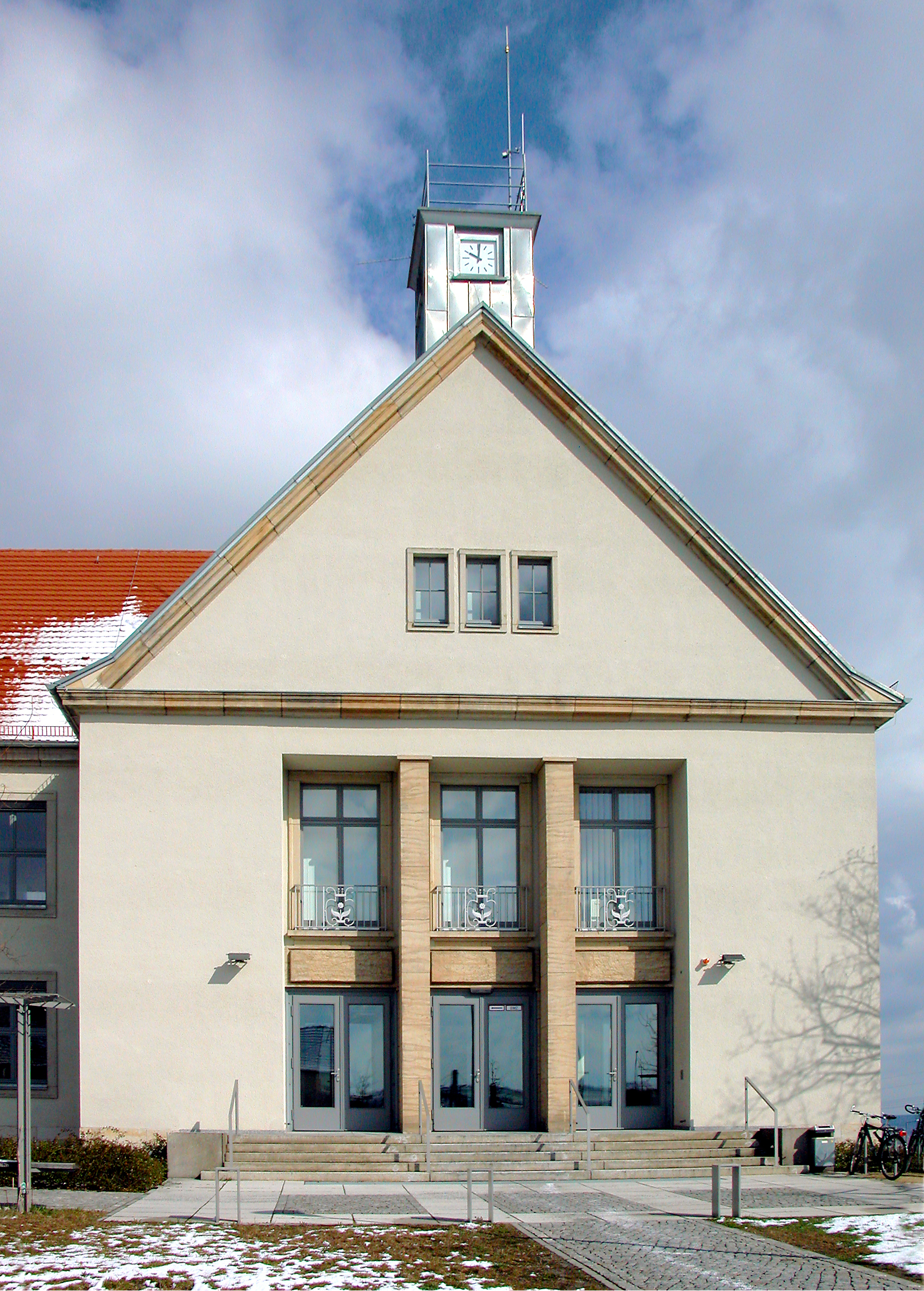
Zentrum für Integrierte Naturstofftechnik der TU Dresden. Ehemaliges Versuchsgut Institut Landtechnik TH Dresden. Seitenrisalit. Erbaut 1956–59.

Kurt Bärbig (* 20. März 1889 in Dresden; † 3. September 1968 in Lubmin) war ein deutscher Architekt.

## Leben und Wirken

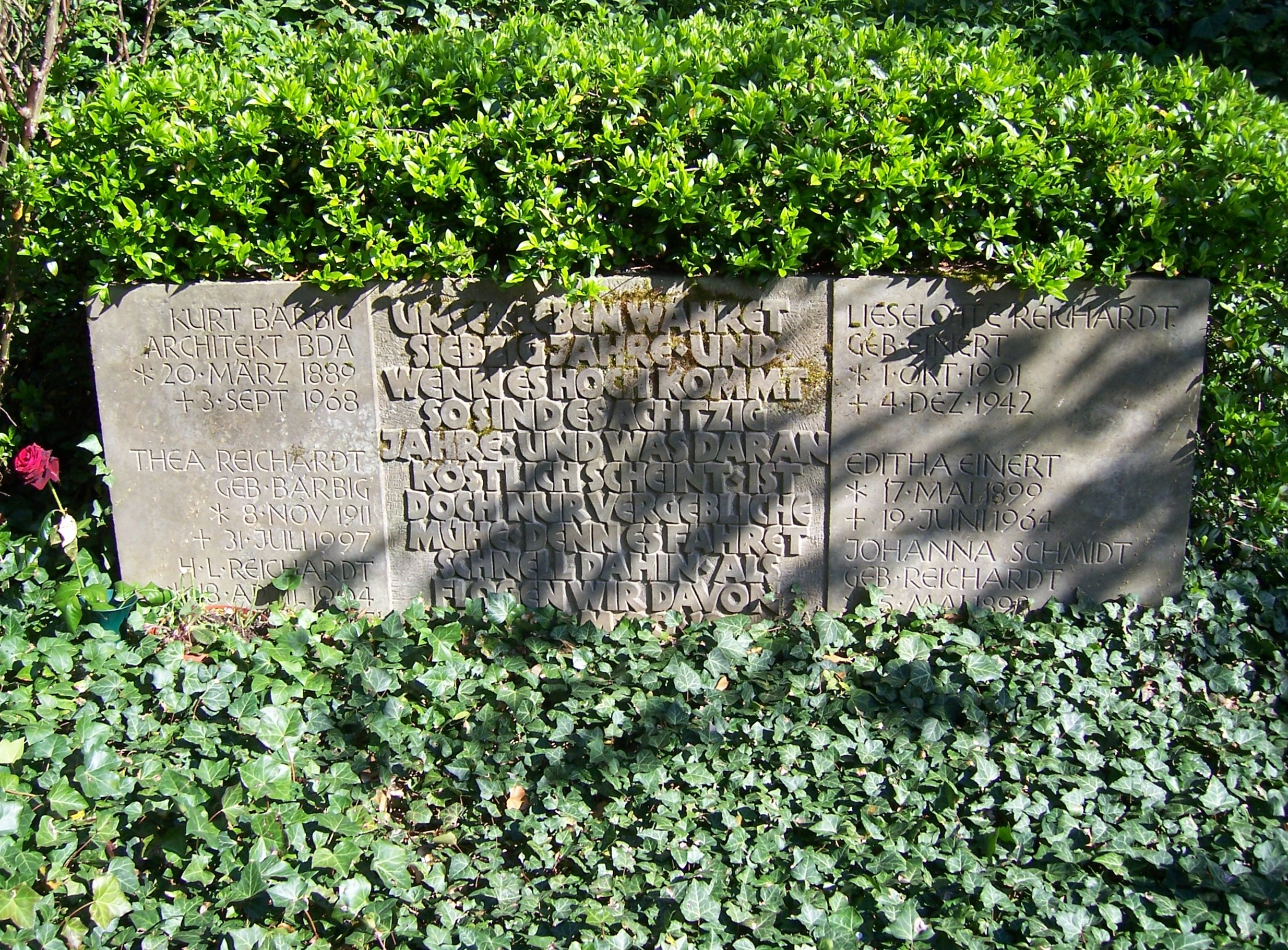
Grab von Kurt Bärbig in Dresden-Hosterwitz. Maria am Wasser.

Kurt Bärbig war ein bedeutender deutscher Architekt und Städtebauer des 20. Jahrhunderts. Er kam als erstes von acht Kindern des Zimmermanns Franz Bärbig (1863–1936) in Dresden zur Welt. Sein Vater trat 1886 in die SPD und 1919 in die KPD ein. In der Folge wurde er als kommunistischer Funktionär aktiv und war ab 1934 für zwei Jahre in Bautzen inhaftiert. Von ihm wandte sich Bärbig in den 1920er Jahren ab, auch wenn die Einstellung des Vaters, der zunächst überzeugter Sozialdemokrat war, seine gesellschaftliche Haltung wesentlich beeinflusst hat. So war Bärbig bereits im Alter von 14 Jahren Gewerkschaftsmitglied.
Wie sein Vater absolvierte Bärbig eine Zimmermannslehre und besuchte Abend- und Sonntagskurse an der Städtischen Gewerbeschule Dresden. Von 1906 bis 1910 studierte er an der Staatsbauschule Dresden sowie von 1910 bis 1912 Städtebau bei Cornelius Gurlitt an der Technischen Hochschule Dresden. Während des Studiums arbeitete er auf Baustellen in Sachsen, Österreich, Tschechien und Bayern. Es folgte eine Zeit als Bautechniker bei Rudolf Kolbe in Dresden-Loschwitz. Von 1912 bis 1916 lernte Bärbig im Meisteratelier für Baukunst bei German Bestelmeyer an der Akademie der Bildenden Künste Dresden. 1912 erhielt er den Kompositionspreis der Akademie, 1916 die Silbermedaille des Ateliers.
1913 gründete er ein Architekturbüro in Dresden, das später 16 Mitarbeiter beschäftigte. Anm. 1 Während seiner Militärzeit – er wurde 1917 als Soldat eingezogen und nahm am Ersten Weltkrieg teil – starben seine Frau und sein Sohn. Von 1918 bis 1933 war er im Vorstand des Bundes Deutscher Architekten (BDA) und wurde 1923 als einziger Dresdner Architekt in die Freie Deutsche Akademie für Städtebau berufen.
Bärbig widmete sich unter anderem dem Kleinwohnungsbau und entwarf Wohnsiedlungen in Dresden-Laubegast (Siedlung des ehem. Bau- und Sparvereins, Steirische Straße 35–59) und die Siedlung „Friedenshang“ in Niederpoyritz. 1923 lieferte er die Pläne für das Volkshaus Cotta an der Dresdner Hebbelstraße, 1927 folgte der Fleischverarbeitungsbetrieb der Konsumgenossenschaft „Vorwärts“ in der äußeren Wilsdruffer Vorstadt Dresdens. 1929 entwarf er das erste deutsche Jugenderholungsheim Endlerkuppe in Ottendorf bei Sebnitz.
Neben seiner Beschäftigung im eigenen Büro war Bärbig auch in der Bauberatungsstelle des Landesvereins Sächsischer Heimatschutz tätig. In Form eines Gremiums war diese Institution beratend im Sinne der Vereinsideen tätig. Abgestützt auf das Gesetz gegen die Verunstaltung von Stadt und Land vom 10. März 1909 wurde vom Heimatschutz propagiert, dass sich Bauten in die Landschaft harmonisch einfügen und der Umgebung anpassen sollten. Schematismus sollte vermieden werden, stattdessen die örtlichen Bedürfnisse und die Verwendung heimischer Baumaterialien im Vordergrund stehen. Zu den beratenden Architekten der Bauberatungsstelle gehörten neben Bärbig u. a. sein ehemaliger Chef Rudolf Kolbe, Hans Richter, Otto Schubert und Otto Rometsch, allesamt Vertreter der modernen Architektur und der progressiven Siedlungsplanung.
1923 wurde Bärbig als ehrenamtliches Mitglied in die neugebildete Landesstelle für Gemeinwirtschaft berufen. Dieses Gremium tagte in monatlichem Turnus in Fachausschüssen zu Fragen der wirtschaftlichen Entwicklung.
Bärbig galt als „roter Architekt“ und wurde 1933 von den Nationalsozialisten mit einem Berufsverbot belegt. Er emigrierte 1934 nach Brasilien und ließ dabei seine Tochter bei Verwandten in Dresden zurück. Bei einem Besuch in der Heimat 1939 wurde ihm wegen des Kriegsausbruchs die Wiederausreise verwehrt, dennoch überlebte er die Kriegsjahre. Da das Berufsverbot nur für Sachsen galt, hielt er sich mit kleinen Aufträgen in Berlin und Brandenburg über Wasser. Nach dem Krieg kehrte er 1945 in das zerstörte Dresden zurück. Er wurde Mitglied des ersten Trümmerkomitees und Mitbegründer des neuen BDA und der Kammer der Technik.
Seit 1946 leitete er den Lehrstuhl für Baukunst an der Akademie der Bildenden Künste Dresden (ABK Dresden). Von 1956 bis 1959 errichtete er das Institutsgebäude für Landtechnik an der Technischen Hochschule Dresden. Beim Wettbewerb um die Neugestaltung Dresdens 1952 war er Leiter der freischaffenden Architekten. Seine Planungen um eine Neugestaltung des Dresdner Stadtzentrums erfolgten in einer Weise, „der man heute durchaus mit Hochachtung begegnen muß.“
Kurt Bärbig verstarb 1968 an den Folgen eines Herzinfarkts in Lubmin beim Waten durch die Ostseebrandung. Er wurde auf dem Kirchhof Maria am Wasser in Dresden beigesetzt.

## Wettbewerbsbeiträge (Auswahl)
- 1916: Städtebauliche Gestaltung des Eliasfriedhofes, Kennwort „Hödur“, Prämierung als einer von drei gleichen Preisen (andere Preisträger: „Stille Einkehr“ Willi Meyer, „Grüne Insel“ Dipl.-Ing. Otto Fischer, beide aus Dresden).[10]
- 1919: Kleinwohnungskolonie Wilsdruff „Ministersiedlung“, Bismarckstr. (heute: Heinrich-Heine-Str.) / Gerichtsstraße, acht zweistöckige Wohnhäuser mit ca. 30 Wohnungen, 1. Preis, Realisierung 1920.[11]
- 1919: Preisausschreiben zur Erlangung von Entwürfen für Wohnhäuser mit kleinen und mittleren Wohnungen auf Gemeindegrundstück von 62.000 m², Dresden Laubegast, Hauptstraße (heutige Österreicher Str.), Leubener Str., Carolastraße (heutige Steirische Str.), Albertstraße (heutige Tauernstraße), Preis (und Architekt Paul Löffler), 1924 Häuserzeile an Steirischer Str. realisiert.[11]
- 1919: Dienstgebäude für den Zentralarbeitsnachweis und für einen Bebauungsvorschlag für das Gelände in Cotta, zusammen mit Max Schöne, Kennwort Dienstgebäude: Entwurf „Eva“, Kennwort Bebauungsvorschlag „Neon“, 3. Preis für den Bebauungsvorschlag für das Gelände mit dem Kennwort „Neon“, 1000M, Ankauf für den Entwurf für das Dienstgebäude mit dem Kennwort „Eva“, 500 M.[12][11]
- 1922: Handels- und Gewerbeschule, Steuerhaus, Stadthalle, Freital.[13]
- 1922: Kriegerdenkmal Rabenau, 1. Preis, realisiert.
- 1924: Wohnhaussiedlung Sebnitz-Hainersdorf mit ca. 200 kleinen Wohnhäusern, Badeanstalt und kulturellem Gemeinschaftsbau, von der Stadtgemeinde unter Mitwirkung des Sächsischen Heimatschutzes ausgeschrieben, 2. Preis, weitere Preise: Gustav Lüdecke, Hellerau (1. Preis), Hans Richter, Dresden (2. Preis), Tamm & Grobe, Zwickau (Ankauf).[14][11]
- 1924: Schule mit Rathaus, Neusalza-Spremberg, ausgeschrieben vom Sächsischen Heimatschutz, Schulneubau und städtebauliche Gestaltung des an der Bahnhofstraße gelegenen Geländes, Kennwort Beitrag Bärbig: Kleeblatt, 1. Preis, weitere Preise: Prof. Wilhelm Jost, Seifhennersdorf-Stuttgart (1. Preis), Richard Schiffner, Zittau (2. Preis), Otto Rometsch, Niederlößnitz (2. Preis), Preisgericht: Regierungsbaurat Dr. Goldhardt, Prof. Oswin Hempel, Ministerialrat Dr. Oskar Kramer, Prof. Dr. Heinrich Tessenow, 1928 realisiert durch Richard Schiffner.[11][15]
- 1924: Zentraler Friedhof und Krematorium in Freital, 1. Preis, nicht realisiert.[16][11]
- 1924: Kriegerdenkmal Königsbrück, 3. Preis.[17]
- 1925: Turnhalle Ottendorf-Okrilla, unter Berücksichtigung eines späteren Baus einer Zentralschule, 3. Preis (1. Preis: Paul Löffler, Dresden, 2. Preis: Eugen Schwemmle, Hellerau, Ankauf: Gustav Lüdecke, Hellerau)[18]
- 1925–26: Geladener Baukünstlerischer Ideenwettbewerb für Neubau des Dresdner Lehrervereins, weitere Teilnehmer neben Bärbig: Prof. Walter Gropius, Emil Högg, Gustav Lüdecke und Ludwig Wirth (Dresden), Preisgericht: Adolf Muesmann, Paul Wolf, Heinrich Tessenow.[19]
- 1927: Konsumverein Vorwärts, Betriebszentrale, Dresden, beschränkter Wettbewerb, moderne Großbäckerei mit drei Mammutöfen und einer Jahresproduktion von 28 Millionen Kilo Brot, eine Fleisch- und Wurstfabrik für die Verarbeitung von 40000 Schweinen pro Jahr, ein Lagergebäude, ein großes Werkstättengebäude mit Schlosserei und Tischlerei, Autogarage für 100 Lastkraftwagen, 1. Preis, weitere Teilnehmer: Prof. Dr. Schubert, Bauräte Schilling & Graebner (3. Preis), Walter Gropius (2. Preis), Baudirektor a. D. Dr. Tischer, Rudolf Bitzan, Alexander Pötzschke, Born (Leipzig), Heinrich Wichmann, Hans Richter (außer Konkurrenz zugelassen), 1. Bauabschnitt realisiert.[20][21]
- 1927: Arbeitsamt Heidenau, Dresdner Straße 58, Ausführung durch Max Herfurt.[11][22]
- 1927: Volksschule Brand-Erbisdorf, 22 Klassenzüge, Lobende Erwähnung.[11]
- 1930: Verwaltungsgebäude Ortskrankenkasse Pirna, Ankauf.[23]
- 1930: Großmarkthalle Dresden Cotta, Löbtauer Straße / Berliner Straße, zusammen mit Beton AG, weitere Teilnehmer: Mitteldeutsche Stahlwerke mit Lossow und Kühne, Wayss & Freytag mit Prof. Dr. Wilhelm Kreis, Christoph & Unmack mit Hans Richter, Arbeitsgemeinschaft AG für In- und Auslandsunternehmungen Hamburg mit Philipp Holzmann und Dyckerhoff und Widmann mit Klophaus, Schoch und zu Putzlitz, nicht realisiert.[24]
- 1946: Innenstadt Dresden, Ideenwettbewerb, verbunden mit dem Aufruf an alle am Aufbau Dresdens Interessierten, an der Ausstellung „Das Neue Dresden“ teilzunehmen, 9. Preis.[25]
- 1946: Hotel am Brückenkopf, Augustusbrücke, Neustädter Markt, Dresden.[26]
- 1947: Mahnmal für die Opfer des Faschismus Schwanenteich in Zwickau.[27]
- 1952: Beschränkter Wettbewerb für die städtebauliche und architektonische Gestaltung des Zentrums und Zentralen Platzes (Altmarkt) und der Ost-West-Magistrale, Dresden, als leitender Architekt für das Kollektiv freischaffender Architekten, Mitarbeiter: Fritz Steudtner, Friedrich Rötschke, Walter Jähnig, Aufgabe im Detail: Gestaltung und Vergrößerung des Altmarktes als zentraler Platz, mindestens 5-geschossige Wohnbauten mit repräsentativen Läden, Restaurants, Cafés, Warenhäusern. Ost-West-Magistrale als Verkehrsverbindung, Geschäfts- und Demonstrationsstraße, aufgeforderte Kollektive: Kollektiv Herbert Schneider des VEB Bauprojektierung Dresden (2. Preis), Kollektiv Johannes Rascher des VEB Bauprojektierung Dresden (3. Preis), Kollektiv der Technischen Hochschule Dresden unter der Leitung von Prof. Dr. Rauda und Prof. Funk (4. Preis), 1. Preis nicht vergeben.[28][29]
- vermutlich 1952: Planung für die Städtebauliche Gestaltung der Elbflussräume im Dresdner Zentrum sowie der anschließenden Neustädter Hauptmagistralen. „Die Elbräume in Dresden“.[30]

## Bauten und Projekte (Auswahl)
- 1920: Kleinwohnungskolonie Wilsdruff, Bismarckstr. (heute: Heinrich-Heine-Str.) / Gerichtsstraße, acht zweistöckige Wohnhäuser mit ca. 30 Wohnungen, basierend auf Wettbewerbsbeitrag von 1919.[31]
- 1920: Haus G, Dresden-Pappritz, eigenes Wohnhaus, Moosleite 1 (ehem. Nr. 60).[11]
- 1920: Entwurf Landhaus K. in Dresden-Klotzsche.[11]
- vor 1922: Siedlung in Kahla, Entwurf.[32]
- vor 1922: Wohnungsgruppen für die Gemeinde Kötitz bei Coswig, Entwurf.[32]
- vor 1922: Wohnungsgruppen in Hohnstein (Sächs. Schweiz), Entwurf.[32]
- 1923: Waldfriedhof Böhrigen (Striegistal), Kapelle und Friedhofsgestaltung.[11]
- 1924: Häuserzeile Steirische Str. 35–39, Dresden-Laubegast, basierend auf Wettbewerbsbeitrag von 1919.
- 1924: Kriegerdenkmal Rabenau.[33]
- vor 1925: Rathaus Oybin, nicht realisiert.[34]
- 1925: Beamtenwohnhäuser, Heilstätte Hohwald.[11]
- 1925: Kolonie auf dem Pladerberg, Königstein (Sächsische Schweiz), Hermann-Schulze-Straße.[11]
- 1925: Landhaus Falkenberg, Königstein (Sächsische Schweiz).[11]
- 1925–26: Wohnsiedlung für die Siedlungsgemeinschaft „Elbhöhe“ in Dresden-Niederpoyritz, 10 Doppelwohnhäuser Siedlungsstraße 1–15 und Pillnitzer Landstraße 211, 213, 217, 219, 223, 225 und ein gemeindeeigenes Verwaltungsgebäude Pillnitzer Landstraße 215 (nicht realisiert), auf dem Gelände des fiskalischen Weinbergs der “Königlichen Weinbergsdomäne” zwischen Pillnitzer Landstraße und Bergstraße (heute Staffelsteinstraße) angelegt, wegen Finanzierungsschwierigkeiten etappenweise realisiert.[35][36][11][37][38][39]
- 1926: Kolonie Sebnitz-Hainersdorf im Gebiet Schandauer Str. / Ulbersdorfer Weg / Gutsweg / Gotthelf-Mey-Str. / Am Helmelsberg, basierend auf städtebaulicher Planung des preisgekrönten Wettbewerbsbeitrages, nachweisliche Realisierung von Wohnhäusern am südlichen Gutsweg (Nrn.: 5, 7, 9, 11, 10, 12, 14, 16, 18, 20, 22, 24) durch Bärbig, zentraler Marktplatz mit Gasthaus, Badeanstalt und Gemeindehort nicht realisiert.[11][40][41]
- 1926: Volkshaus „Rote Hütte“, Dresden-Cotta, Hebbelstraße 35b.[11]
- 1926: Siedlungshaus Bärenstein (Erzgebirge), August-Bebel-Straße 1, stark zum Nachteil verändert.[11]
- 1926: Weinberghaus Klien, Dresden-Niederpoyritz, Wachwitzer Bergstraße 14b.[11]
- 1926: Jugendburg Hohnstein, Hohnstein (Sächsische Schweiz), Ausbau der Burganlage als Jugendherberge, Zentralküchenanbau an Haus 3.[11]
- 1927: Arbeitsamt Sebnitz, Finkengutweg 9 (heute: Dr.-Steudner-Straße), nicht mehr existent.[11]
- 1927: Bezirksheim Pirna, Direktorenhaus und Verwaltungs-Gebäude, nicht realisiert.[11]
- 1927: Gewerkschaftshaus Demitz-Thumitz, nicht realisiert.[11]
- 1927–29: Jugenderholungsheim Ottendorf (Sebnitz), Endlerkuppe.[42][11]
- ca. 1927–28: Wohnhausbauten für die Bezirkssiedlungs-Gesellschaft Pirna G.m.b.H., ca. 121 Ein- und Zwei-Familienhäuser basierend auf Typenprojekten, Pirna.[11][43]
- 1927–30: Konsumverein Vorwärts, Dresden, Betriebszentrale, Fabrikstraße 13, basierend auf Wettbewerbsprojekt, 1. Preis, 1. Bauabschnitt realisiert.[11]
- 1928: Ortskrankenkasse Sebnitz, Finkenbergstraße 7.[11]
- 1928: Ortskrankenkasse Bad Gottleuba.[11]
- 1928: Zentralwäscherei in Freital, Deubener Straße 7.[11]
- 1928: Kleinwohnungskolonie auf dem Knöchel, Sebnitz, Götzingerstraße 36, 38, 40, 49, 51.[44][11]
- 1928: Kleinwohnungskolonie Langburkersdorf; nur ein Baukörper realisiert, Bergstraße 17, 19, 21, 23, in stark veränderter Form erhalten.[45][46]
- 1928–29: Stadtbank Sebnitz, Am Brauhaus 4.[11]
- 1929: Wanderbühne Dresden, Panoramagemälde des Lausitzer Gebirges auf der Rückwand des Theaterraums von Veit Krauß.[47][48]
- 1930: Erweiterung und Erneuerung Stadtkrankenhaus Sebnitz.[11][45]
- vor 1930: Um- und Erweiterungsbau der Jugendherberge (DJH) Ostrau bei Bad Schandau, Lehrerheim Dresden, Dorfstraße 14.[11]
- vor 1930: Umbau des August-Bebel-Kinderheims in Gohrisch (Sächs. Schweiz), Pladerbergstraße 37.[11]
- vor 1930: Bärbig-Stühle für die Hausrat Gemeinnützige Möbelversorgung, G.m.b.H., Dresden.[11]
- 1932: Wohnhaus Schuhmann, Wasserturmstraße 4 (heute: Heinrich-Schütz-Str.), Dresden-Blasewitz.[49]
- vor 1934: Siedlungshäuser Siedlung Stolpen.[45]
- vor 1934: Wohnhaus Weißig.[45]
- Exiljahre, 1934–39:
  - Tennisklub-Gebäude, Santa Amare, Brasilien.[50]
  - Textilläden „Turf“, São Paulo, Brasilien.[50]
  - Innenausbau für Schokolade-Verkaufsläden der Fa. Sönksen Irmaos, São Paulo, Brasilien.[50]
- zwischen 1939 und 1945: Kaufhaus Liess, Ortrand.
- 1945–50: Umbau des Ballhauses „Constantia“ zum Theater der Jungen Generation, Dresden
- 1948: Mahnmal für die Opfer des Faschismus Schwanenteich in Zwickau.[27]
- 1949–51: Umbau des Schlosses in Königsbrück als TBC-Heilstätte.[51]
- 1955: Hochschule für Landtechnik, Potsdam-Bornim, Hauptgebäude.
- 1956: Plan für die Neugestaltung der Inneren Neustadt, Zusammenarbeit mit Otto Baer, Planung aus freiem Engagement erstellt.[52]
- 1956–59: Versuchsgut, Institut für Landtechnik an der TH Dresden, Bergstraße 120.
- 1963: Gutachten für Rekonstruktion des Mahnmals für die Opfer des Faschismus Schwanenteich in Zwickau, nicht realisiert.[27]
- Moskau, Tropenhausanlage.[50]

## Ausstellungsbeteiligungen
- 1921: Kunstausstellung Dresden.[53]
- 1922: „Die Sächsische Siedlung“, Kunstausstellung Lennéstraße, 05.–26. Februar 1922.[54]
- 1922: Kunstausstellung Dresden, „Dresdner Kunstgenossenschaft“, Juni bis Ende September 1922.[55][56]
- 1925: Kunstausstellung Dresden, Veranstaltet von der Dresdner Kunstgenossenschaft, Brühlsche Terrasse, 4. Juli bis Anfang Oktober 1925.[57]
- 1927: Kunstausstellung im Sächsischen Kunstverein, Dresden, ab 20. August 1927.[58]
- 1928: Baukunstausstellung der Künstlervereinigung Dresden, Lennèstraße, 11 Dresdner Baukünstler und 6 gleichgesinnte aus Deutschland und Österreich.[59]
- 1946: Ausstellung „Das Neue Dresden“.[60]

## Schriften
- Der Urnenhain in Tolkewitz. In: Sächsische Dorfzeitung und Elbgaupresse, 13. Juni 1920, Nr. 134, S. 6.
- Die Sozialisierung des Bestattungswesens. Edmund Fischer, Kurt Bärbig, Zahn & Jaensch, Dresden, 1921 (=Veröffentlichungen der sächs. Landesstelle für Gemeinwirtschaft, Heft XVI.).
- Wohnungsbedarfswirtschaft im Rahmen des Städtebaus. In: Dresdner Volkszeitung, 13. und 15. Dezember 1924.
- Um den Bauplatz für das Hygienemuseum. In: Dresdner Volkszeitung, 5. Februar 1926, S. 6.
- Der Wettbewerb für das Anzeigerhaus. In: Dresdner Volkszeitung, 19. Februar 1926, S. 6.
- Das neue sächsische Baugesetz. In: Dresdner Volkszeitung, 12. März 1926, S. 9.
- Zum Wiederaufbau Dresdens. In: Sächsische Zeitung, Bd. 1, 1945, 96, S. 6.
- Welchen Weg geht die Architektur? In: Sächsische Zeitung, 1946, 84.

## Auszeichnungen
- 1913: Kompositionspreis der Akademie der Bildenden Künste in der Klasse Bestelmeyer.[61]
- 1916: Silbermedaille des Ateliers der Akademie der Bildenden Künste.
- 1921: Gottfried-Semper-Architekturpreis der Stadt Dresden.
- 1922: Preis der Dr.-Karl-Roscher-Stiftung des Wissenschaftsministeriums der Sächsischen Staatsregierung auf Vorschlag der Staatsbauschule Dresden.[62]
- 1964: Schinkelpreis.
- 1965: Vaterländischer Verdienstorden der DDR in Bronze.[45]